# Guillermo Pérez Roldán
Guillermo Pérez Roldán (Tandil, 20 oktober 1969) is een voormalig Argentijns tennisser.
Pérez Roldán behaalde in zijn carrière als proftennisser negen ATP-titels, hij deed dat tussen 1987 en 1993. Zijn beste Grandslamresultaat zette Pérez Roldán neer tijdens Roland Garros 1988, waar hij de kwartfinale bereikte. Hij verloor daarin van Andre Agassi. In het jaar dat hij zijn beste Grandslamprestaties neerzette behaalde hij ook zijn hoogste positie op de wereldranglijst, 13e.
Als junior won Pérez Roldán Roland Garros in zowel 1986 als in 1987. Sinds het open tijdperk is hij de enige die het jongensenkelspel op Roland Garros meer dan eenmaal won.
Pérez Roldán bereikte de finale van het ATP-toernooi van Rome 1988, een van de belangrijkere toernooien naast de Grandslamtoernooien. In de finale verloor hij van Ivan Lendl in een vijfsetter. Later dat jaar, op de US Open, beklaagde John McEnroe zich openlijk voor het feit dat Pérez Roldán hoger geplaatst was dan hij. Pérez Roldán snoerde McEnroe en critici in stilte de mond door verder in het toernooi te komen dan McEnroe.
Pérez Roldán was lid van het Argentijnse Davis Cupteam tussen 1987 en 1993.

## Palmares

### Enkelspel
| Nr.                  | Jaar              | Toernooi           | Ondergrond | Tegenstander in finale | Score                   | Details |
| -------------------- | ----------------- | ------------------ | ---------- | ---------------------- | ----------------------- | ------- |
| Gewonnen finales     |                   |                    |            |                        |                         |         |
| 1.                   | 11 mei 1987       | ATP München (1)    | Gravel     | Marián Vajda           | 6-3, 7-6                | Details |
| 2.                   | 22 juni 1987      | ATP Athene         | Gravel     | Tore Meinecke          | 6-2, 6-3                | Details |
| 3.                   | 22 november 1987  | ATP Buenos Aires   | Gravel     | Jay Berger             | 3-2 (opgave)            | Details |
| 4.                   | 8 mei 1988        | ATP München (2)    | Gravel     | Jonas Svensson         | 7-5, 6-3                | Details |
| 5.                   | 2 november 1989   | ATP Palermo        | Gravel     | Paolo Canè             | 6-1, 6-4                | Details |
| 6.                   | 27 augustus 1990  | ATP San Marino (1) | Gravel     | Omar Camporese         | 6-3, 6-3                | Details |
| 7.                   | 4 augustus 1991   | ATP San Marino (2) | Gravel     | Frederic Fontang       | 6-3, 6-1                | Details |
| 8.                   | 23 maart 1992     | ATP Casablanca (1) | Gravel     | Germán López           | 2-6, 7-5, 6-3           | Details |
| 9.                   | 22 maart 1993     | ATP Casablanca (2) | Gravel     | Younes El Aynaoui      | 6-4, 6-3                | Details |
| Verloren finales     |                   |                    |            |                        |                         |         |
| 1.                   | 2 augustus 1987   | ATP Hilversum (1)  | Gravel     | Miloslav Mečíř         | 4-6, 6-1, 3-6, 2-6      | Details |
| 2.                   | 15 mei 1988       | ATP Rome           | Gravel     | Ivan Lendl             | 6-2, 4-6, 2-6, 6-4, 4-6 | Details |
| 3.                   | 31 juli 1988      | ATP Hilversum (2)  | Gravel     | Emilio Sánchez         | 3-6, 1-6, 6-3, 3-6      | Details |
| 4.                   | 14 augustus 1988  | ATP Praag          | Gravel     | Thomas Muster          | 4-6, 6-5, 2-6           | Details |
| 5.                   | 13 november 1988  | ATP Buenos Aires   | Gravel     | Javier Sánchez         | 2-6, 6-7                | Details |
| 6.                   | 17 september 1989 | ATP Genève         | Gravel     | Marc Rosset            | 4-6, 5-7                | Details |
| 7.                   | 11 maart 1990     | ATP Casablanca     | Gravel     | Thomas Muster          | 1-6, 7-6, 2-6           | Details |
| 8.                   | 15 april 1990     | ATP Barcelona      | Gravel     | Andrés Gómez           | 0-6, 6-7, 6-3, 6-0, 2-6 | Details |
| 9.                   | 22 juli 1990      | ATP Stuttgart-2    | Gravel     | Goran Ivanišević       | 7-6, 1-6, 4-6, 6-7      | Details |
| 10.                  | 5 mei 1991        | ATP München        | Gravel     | Magnus Gustafsson      | 6-3, 3-6, 3-4, opgave   | Details |
| 11.                  | 21 juni 1992      | ATP Genua          | Gravel     | Andrej Medvedev        | 3-6, 4-6                | Details |
| Gewonnen challengers |                   |                    |            |                        |                         |         |
| 1.                   | 23 september 1990 | Messina            | Gravel     | Stefano Pescosolido    | 6-1, 6-3                |         |
| 2.                   | 7 juli 1991       | Salerno            | Gravel     | Claudio Pistolesi      | 4-6, 6-1, 6-3           |         |
| 3.                   | 5 april 1992      | Agadir             | Gravel     | Francisco Roig         | 6-2, 2-6, 6-4           |         |
| 4.                   | 23 augustus 1992  | Graz               | Gravel     | Karel Nováček          | 3-6, 6-2, 7-5           |         |

### Dubbelspel
| Nr.                                  | Jaar              | Toernooi       | Ondergrond | Partner           | Tegenstanders in finale      | Score    | Details |
| ------------------------------------ | ----------------- | -------------- | ---------- | ----------------- | ---------------------------- | -------- | ------- |
| Verloren finales herendubbelspel     |                   |                |            |                   |                              |          |         |
| 1.                                   | 31 juli 1988      | ATP Hilversum  | Gravel     | Magnus Gustafsson | Sergio Casal Emilio Sánchez  | 6-7, 3-6 | Details |
| 2.                                   | 25 september 1988 | ATP Genève (1) | Gravel     | Gustavo Luza      | Mansour Bahrami Tomáš Šmíd   | 4-6, 3-6 | Details |
| 3.                                   | 17 september 1989 | ATP Genève (2) | Gravel     | Mansour Bahrami   | Andrés Gómez Alberto Mancini | 3-6, 5-7 | Details |
| Gewonnen challengers herendubbelspel |                   |                |            |                   |                              |          |         |
| 1.                                   | 22 september 1991 | Messina        | Gravel     | Renzo Furlan      | Jan Apell Markus Naewle      | 6-4, 6-2 |         |

## Prestatietabel
| Legenda | Legenda                          |
| ------- | -------------------------------- |
| g.t.    | geen toernooi gehouden           |
| l.c.    | lagere categorie                 |
| –       | niet deelgenomen                 |
| G       | uitgeschakeld in de groepsfase   |
| 1R      | uitgeschakeld in de eerste ronde |
| 2R      | uitgeschakeld in de tweede ronde |
| 3R      | uitgeschakeld in de derde ronde  |
| 4R      | uitgeschakeld in de vierde ronde |
| KF      | uitgeschakeld in de kwartfinale  |
| HF      | uitgeschakeld in de halve finale |
| F       | de finale verloren               |
| W       | het toernooi gewonnen            |
| w-v     | winst/verlies-balans             |

### Prestatietabel grand slam, enkelspel
| Toernooi        | 1987 | 1988 | 1989 | 1990 | 1991 | 1992 | 1993 | 1996 |
| --------------- | ---- | ---- | ---- | ---- | ---- | ---- | ---- | ---- |
| Australian Open | –    | –    | –    | –    | –    | –    | –    | –    |
| Roland Garros   | 1R   | KF   | 4R   | 4R   | 1R   | 1R   | 1R   | 1R   |
| Wimbledon       | –    | –    | –    | –    | –    | –    | –    | –    |
| US Open         | –    | 3R   | 1R   | –    | –    | –    | –    | –    |

### Prestatietabel grand slam, dubbelspel
| Toernooi        | 1988 |
| --------------- | ---- |
| Australian Open | –    |
| Roland Garros   | 1R   |
| Wimbledon       | –    |
| US Open         | –    |